# نانسی کوور آندریاسن
نانسی کوور آندریاسن (انگلیسی: Nancy Coover Andreasen؛ زادهٔ ۱۱ نوامبر ۱۹۳۸) دانشمند در زمینه علوم اعصاب اهل ایالات متحده آمریکا است.
وی همچنین برندهٔ جوایزی همچون برنامه فولبرایت و نشان ملی علوم شده‌است.